# Diplectanum amplidiscatum
Diplectanum amplidiscatum är en plattmaskart. Diplectanum amplidiscatum ingår i släktet Diplectanum och familjen Diplectanidae. Inga underarter finns listade i Catalogue of Life.